# Campione d’Italia

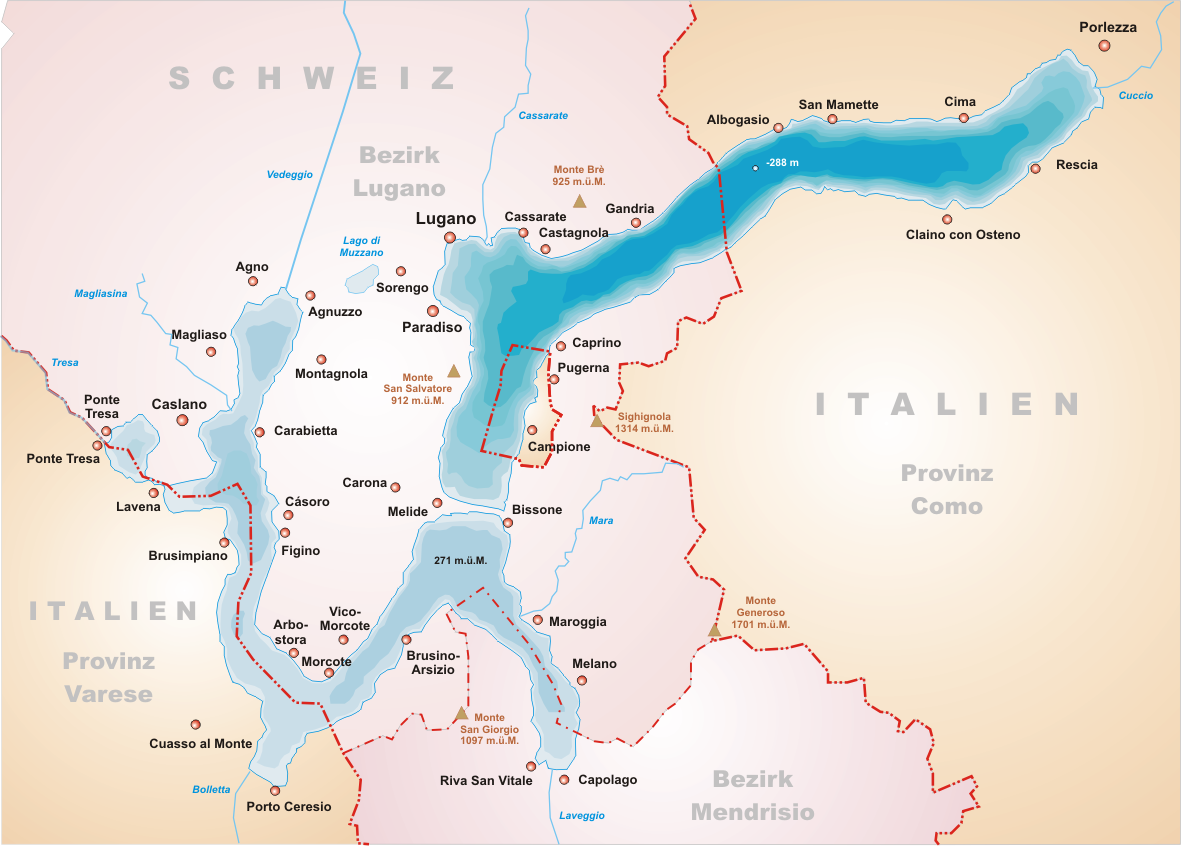
Lage von Campione

Campione d’Italia (meist kurz Campione) ist eine vom Schweizer Kanton Tessin umgebene italienische Exklave mit 1757 Einwohnern (Stand: 31. Dezember 2023). Sie ist vom Rest Italiens durch den Luganersee, Siedlungen (Bissone, Caprino) und Berge (Sighignola) auf Schweizer Staatsgebiet getrennt.

## Geografie
Campione liegt am Ostufer des Luganersees. Es hat eine Fläche von 2,6 km² (0,9 km² Land- und 1,7 km² Seefläche); die Nord-Süd-Ausdehnung des Gebietes beträgt etwa 2,45 km. Die Länge der Landgrenze mit der Schweiz beträgt etwa 7 km. Die Gemeinde hat Land- und Seegrenzen mit Arogno, Bissone, Lugano, Melide und Paradiso, die alle zum Kanton Tessin gehören. Etwa 500 Meter Luftlinie trennen Campione von seinem Mutterland Italien.

## Geschichte
Der besondere Status Campiones geht auf das Jahr 777 zurück, als der langobardische Herrscher Toto von Campione in seinem Testament das Gebiet dem Kloster Sant’Ambrogio in Mailand vermachte. In dessen Besitz blieb es bis 1797. Statthalter und Richter am Ort war ein Ordensgeistlicher, dessen Sitz die 769 erstmals erwähnte Kirche San Zeno war. Gemäss den Ortstatuten von 1266 wurde der Statthalter von einem Kanzler und zwei Konsuln (consoli) unterstützt, die richterliche Funktionen ausübten. Sie wählten, nach Absprache mit dem Statthalter, zwei Dorfvorsteher (sindaci), einen Dorfsäckelmeister mit Verwaltungsaufgaben sowie zwei Flurhüter (campari).
Über Jahrhunderte, insbesondere vom 12. bis 14. Jahrhundert, war Campione für seine Kunsthandwerker, die berühmten Maestri Campionesi, bekannt: Steinmetze, Bildhauer, Maler, Architekten und Bauherren, deren Werke überall in Norditalien entstanden.
1412 und 1477 genoss der Ort gegenüber Lugano Zollfreiheit, die 1513 von den Eidgenossen bestätigt wurde. Zu Anfang des 16. Jahrhunderts kämpften die Einwohner von Campione an Seite der Eidgenossen gegen die Franzosen, die das Schloss von Lugano besetzt hielten. Während das Tessin der Eidgenossenschaft unterstand, musste Campione den zwölf Orten (Kantonen) eine Kriegssteuer für 1½ Mann entrichten. 1542 wollten die Eidgenossen Campione ihrer hohen Gerichtsbarkeit unterstellen, was der spanische Gouverneur in Mailand verhinderte, und sie mussten die hohe und niedere Gerichtsbarkeit des Klosters Sant’Ambrogio anerkennen.
Napoleon Bonaparte hob bei seiner Ankunft in Norditalien 1797 sämtliche Kirchengüter auf und schlug Campione der neugeschaffenen Cisalpinischen Republik zu, während das Tessin 1798 ebenfalls durch Napoleon vom Untertanengebiet der Innerschweiz zum gleichwertigen eidgenössischen Kanton erhoben wurde. Bereits 1800 und erneut während des Wiener Kongresses 1814/15 versuchte das Tessin, den Wechsel von Campione an die Schweiz zu erreichen. Als Tauschobjekt wurde «die abgelegenste Gemeinde der Schweiz», Indemini, angeboten. Beide Vorstöße blieben jedoch erfolglos.
Die Lombardei und damit auch Campione wurden 1861 Teil des Königreichs Italien. Im selben Jahr wurde eine Grenzbereinigung zwischen dem Königreich Italien und der Schweizerischen Eidgenossenschaft vereinbart. Zuvor hatte das Territorium von Campione auch die gegenüberliegende Küste von San Martino mit dem Teil der Poststrasse zwischen Lugano und Melide umfasst. Seither verläuft die Grenze in der Seemitte. Dies war für die wenige Jahre später erbaute Gotthardbahn von Bedeutung, die so bis Chiasso ausschließlich auf schweizerischem Gebiet zu liegen kam. Im Gegenzug erhielt Campione freien Zugang zum schweizerischen Markt. Die Grenzbereinigung von 1861 war die letzte Änderung der Grenze zwischen Campione und der Schweiz. Im Jahr 1923 wurden Grenzsteine aktualisiert und die Grenze damit besser markiert.
Der Zusatz d’Italia wurde 1933 unter Mussolini an den Namen angehängt, um die Zugehörigkeit des Territoriums zu Italien zu unterstreichen. In dieser Zeit entstand auch der Torbogen am Ortseingang.
Die exterritoriale Lage des Ortes ermöglichte es im Januar 1944 Allen Dulles, dem Vertreter des amerikanischen Geheimdiensts OSS, der in Bern residierte, in Campione eine Radiostation einzurichten, die den Funkkontakt mit den Alliierten und den italienischen Partisanen der Resistenza erlaubte, was von der Schweiz aus wegen der Neutralität nicht möglich war. Auch ein Ausbildungslager für Partisanen wurde eingerichtet, die von dort aus ungehindert nach Norditalien einsickerten. Nach der Überwältigung der sechs Carabinieri vor Ort, die der faschistischen Republik von Salò unterstanden, hatte die Bevölkerung den Anschluss an den süditalienischen Reststaat unter König Viktor Emanuel III. erklärt. Die finanziellen Probleme des Zwergterritoriums wurden durch die Ausgabe von Briefmarken mit sechsstelligen Auflagen gelöst, die bei Sammlern in der ganzen Welt Interesse fanden.
Die ultrakonservative Organisation Alleanza Liberi e Svizzeri (ALS) des Schweizer Politikers Franco Masoni, die 1976 in Lugano gegründet wurde, nahm in Campione, zur Zeit des staatlichen Rundfunkmonopols in der Schweiz, ein eigenes Fernsehstudio in Betrieb, um so, wie es (aus anderen Gründen) der Sender des liberalen Zürchers Radiomanns Roger Schawinski von Cernobbio aus tat, Sendungen in Richtung der Schweiz auszustrahlen. 
Campione gehörte bis zum 31. Dezember 2019 gemäß Artikel 4 des Zollkodex der Union nicht zum Zollgebiet der Union, sehr wohl aber zur Europäischen Union. Andererseits gab es – im Gegensatz zum Fürstentum Liechtenstein und zu Büsingen am Hochrhein – keinen Staatsvertrag über die Einbindung von Campione ins Schweizer Zollgebiet. Ein solcher wurde zwar von italienischer Seite angestrebt, aber davon kam man wieder ab, nachdem sich gezeigt hatte, wie schwierig die Verhandlungen über den Büsinger Zollanschlussvertrag waren. Die Enklave war damit de facto Zollgebiet der Schweiz. Zwischen der Schweiz und Campione gab es bis Ende 2019 keine Zollkontrollen.

## Bevölkerung
| Bevölkerungsentwicklung | Bevölkerungsentwicklung | Bevölkerungsentwicklung | Bevölkerungsentwicklung | Bevölkerungsentwicklung | Bevölkerungsentwicklung | Bevölkerungsentwicklung | Bevölkerungsentwicklung | Bevölkerungsentwicklung | Bevölkerungsentwicklung | Bevölkerungsentwicklung | Bevölkerungsentwicklung |
| ----------------------- | ----------------------- | ----------------------- | ----------------------- | ----------------------- | ----------------------- | ----------------------- | ----------------------- | ----------------------- | ----------------------- | ----------------------- | ----------------------- |
| Jahr                    | 1625                    | 1797                    | 1809                    | 1853                    | 1901                    | 1915                    | 1951                    | 1980                    | 2001                    | 2011                    | 2021                    |
| Einwohner               | 45 Feuerstätten         | ca. 300                 | 156                     | 274                     | 463                     | 500                     | 1022                    | 1979                    | 2267                    | 2158                    | 1779                    |

## Besonderheiten
Am 1. Januar 2020 wechselte Campione d’Italia zum Zollgebiet der Europäischen Union. Weil der Gemeinde wegen des Konkurses des Spielcasinos die wichtigste Einnahmequelle wegbrach, konnte sie die vom Kanton Tessin erbrachten Dienstleistungen nicht mehr bezahlen.
Am 30. Juni 2019 beliefen sich die Schulden von Campione gegenüber dem Kanton Tessin und privaten Firmen auf etwa fünf Millionen Franken.
Zur Schuldentilgung bewilligte das italienische Parlament einen Kredit von umgerechnet 5,5 Millionen Franken. Der Kanton Tessin hatte Druck auf Italien ausgeübt, indem er zunächst die Überweisung von 3,8 Millionen Franken Quellensteuern blockierte. Gemäß einer Ende 2019 getroffenen Vereinbarung zwischen Italien und der Schweiz werden Dienstleistungen wie Müllentsorgung und Abwasserreinigung vorläufig weiterhin von Tessiner Unternehmungen ausgeführt. Die Campionesi mussten im Verlaufe des Jahres 2020 ihre Schweizer Kfz-Kennzeichen (Kontrollschilder) des Kantons Tessin mit dem Kürzel TI (Ticino) abgeben und sich in Italien neu anmelden. Auch der Führerschein musste binnen dieser Frist umgeschrieben werden.
Neben den italienischsprachigen Campionesi und einigen wenigen Schweizern leben im Ort als Folge der Personenfreizügigkeit in der Europäischen Union mehrere hundert Deutsche, nicht zuletzt aus steuerlichen Gründen. Darunter befinden oder befanden sich auch einige Prominente, z. B. der Schauspieler Mario Adorf.

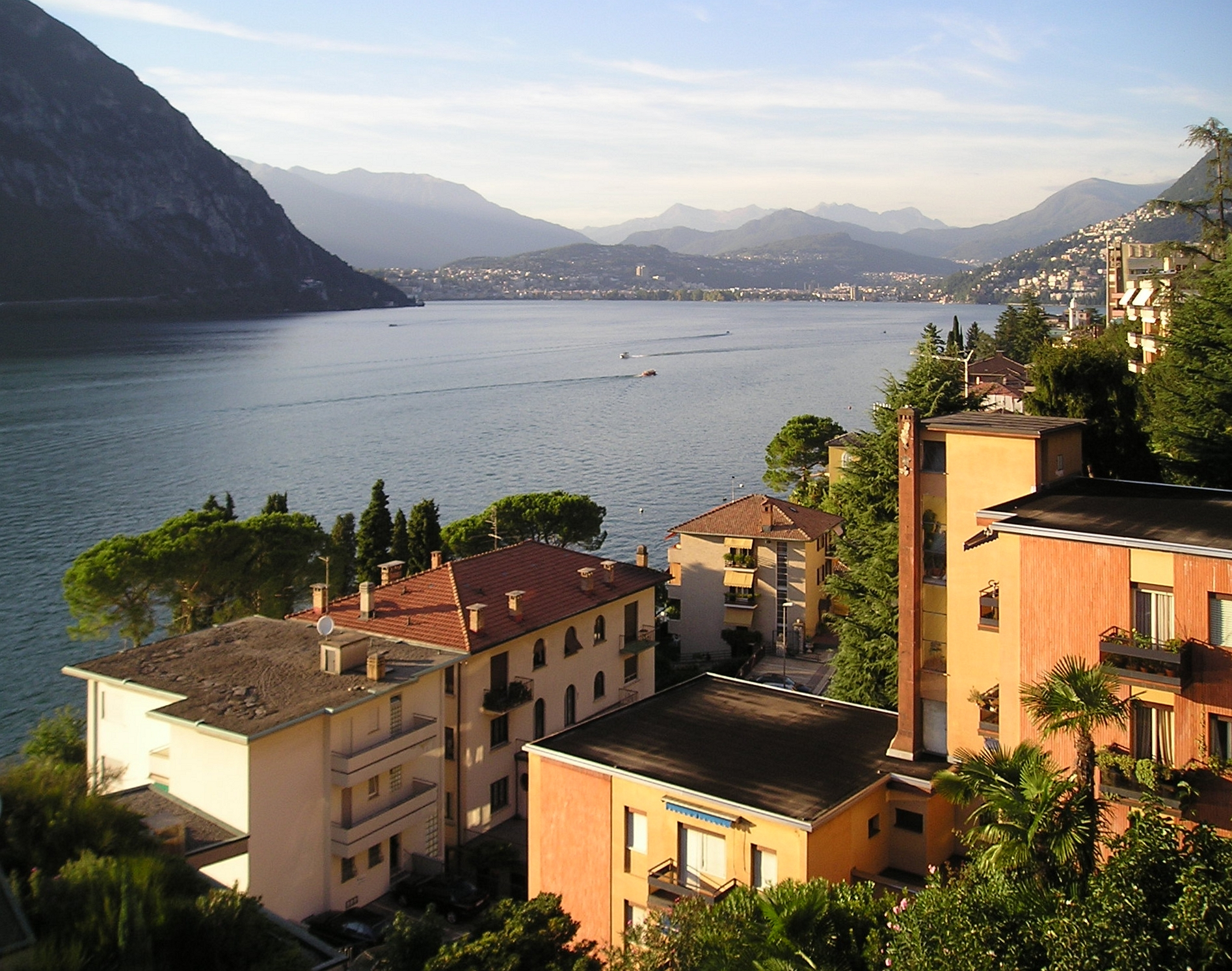
Blick von Campione über den See in die Schweiz mit Lugano am nördlichen Seeufer

Campione d’Italia. Historisches Luftbild von Werner Friedli (1963)

Der Ort profitierte von speziellen Regelungen für Italiener auf Schweizer Gebiet. Die Fahrzeuge der Campionesi, auch diejenigen der Ortspolizei (polizia municipale), trugen bis Ende 2019 Autokennzeichen des Kantons Tessin.
Das Telefon-Festnetz ist fast ausschließlich schweizerisch (eine Ausnahme ist die Gemeindeverwaltung), was bedeutet, dass Anrufe aus Italien meistens mit der Vorwahl 0041 beginnen müssen und damit Auslandsgespräche sind. Die Mobilfunkversorgung in Campione wird durch Schweizer und seit 2020 auch durch italienische Mobilfunkanbieter gewährleistet. Die Gemeinde bildet eine der wenigen Ausnahmen, in denen ausländische Mobilfunksender auf italienischem Staatsgebiet gebaut werden durften. Campione hatte bis Ende 2019 ähnlich wie das deutsche Büsingen am Hochrhein sowohl eine schweizerische (6911) als auch eine italienische Postleitzahl (22061). In den Jahren von 1944 bis 1952 gab der Ort eigene Briefmarken aus, die großes philatelistisches Interesse hervorriefen (siehe Postgeschichte und Briefmarken von Campione d’Italia).
Der Kanton Tessin sorgt in Campione für Müllabfuhr, Abwasserreinigung, Anschluss an den öffentlichen Verkehr, Feuerwehr, Unterhalt der einzigen Zufahrtsstrasse über Bissone und die Benutzung schweizerischer Spitäler und Schulen durch die Einwohner von Campione. Dafür zahlt die Gemeinde jährlich eine sechsstellige Summe an die Schweiz.

## Wirtschaft
Campione ist wirtschaftlich stark in die Schweiz integriert. Der Euro ist die amtliche Währung und wird üblicherweise für Zahlungen verwendet. Vor der Integration in die europäische Zollunion war der Schweizer Franken gängiges Zahlungsmittel.

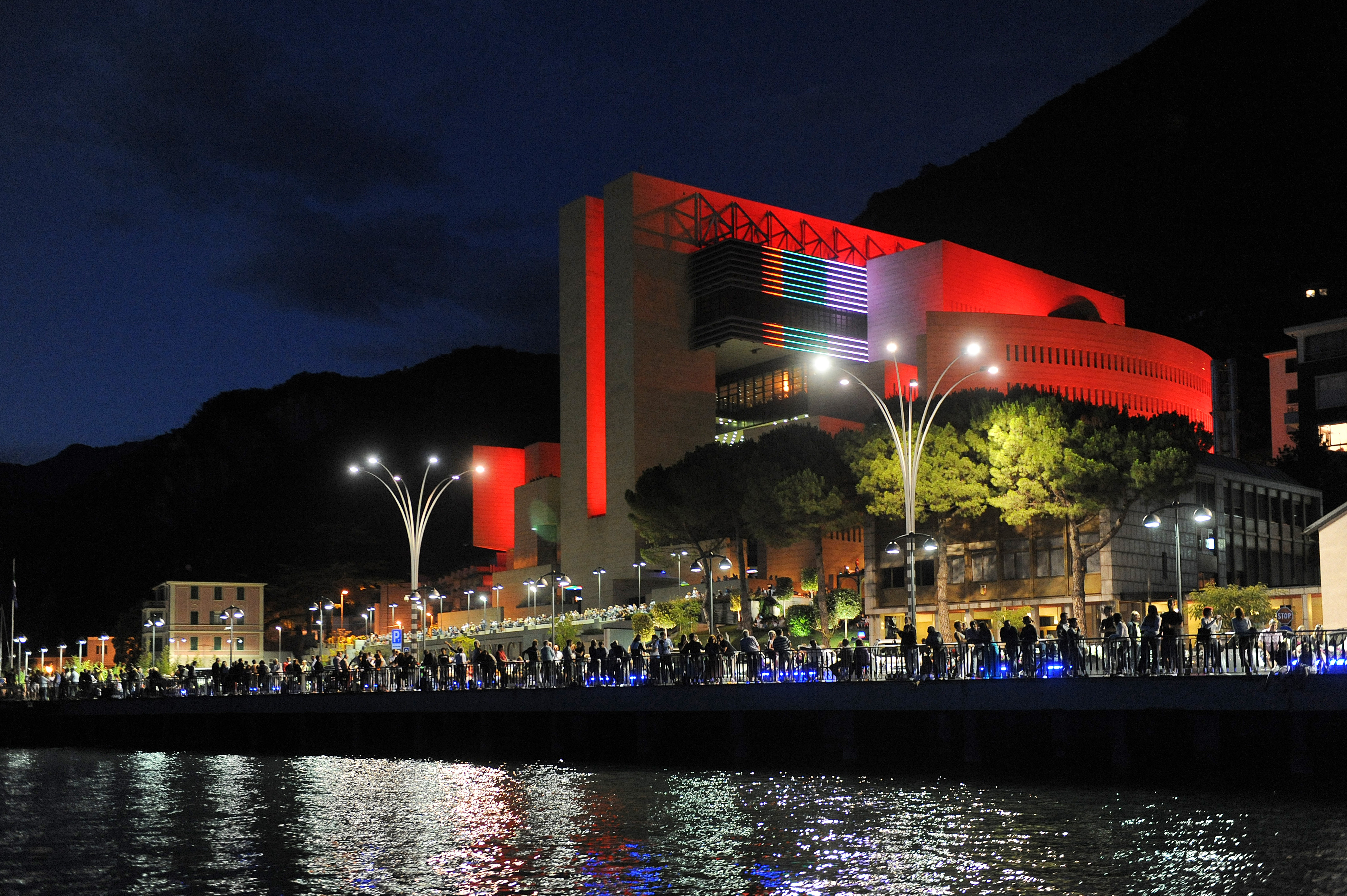
Das markante Casinogebäude am Ufer des Luganersees bei Nacht

Im Jahre 1917, also im Ersten Weltkrieg, wurde in Campione die erste Spielbank eröffnet. Der Hintergedanke war, auf „neutralem Territorium“ ausländischen Diplomaten in entspannter Atmosphäre militärische Geheimnisse zu entlocken. Früher profitierte Campione in hohem Maße von seiner Spielbank, deren neues Gebäude für 82,5 Millionen Schweizer Franken (50 Millionen Euro) am 9. Mai 2007 eröffnet wurde. Es handelt sich um das größte Casino Europas, gestaltet vom bekannten Schweizer Architekten Mario Botta. Im Juli 2018 ging dieses Casino in Konkurs, weil sich vor allem seit der Aufhebung des Euro-Mindestkurses 2015 Verluste von 132 Mio. Euro angehäuft hatten. 500 Casinoangestellte und 100 Gemeindeangestellte verloren ihre Stelle. Am 26. Januar 2022 wurde die Spielbank mit deutlich reduziertem Personalbestand wieder eröffnet. Es gibt in Italien nur drei weitere Spielbanken (in Sanremo, Venedig und Saint-Vincent (Aostatal)). Die Gesetze für Spielhallen sind in Campione weniger streng als im Rest Italiens oder in der Schweiz.
Die Bewohner von Campione können in der Schweiz zu den gleichen Bedingungen wie die Schweizer arbeiten. Gemäß dem italienisch-schweizerischen Doppelbesteuerungsabkommen müssen sie das daraus erzielte Einkommen nicht am Wohnort, sondern in der Schweiz zu den dortigen Sätzen versteuern. Einen Teil dieser Einnahmen überweist die schweizerische Finanzbehörde nach Italien.
Bei Selbstständigen und Freiberuflern sieht es völlig anders aus. Bis vor einigen Jahren war Campione von der italienischen Steuergesetzgebung stark bevorzugt, wurde doch das Einkommen der Einwohner, das in der Regel in Schweizer Franken anfiel, zu einem festgelegten Wechselkurs in Lire umgerechnet – einer Währung, die sich kontinuierlich abwertete. Auch heute noch legt der italienische Minister für Wirtschaft und Finanzen alle drei Jahre für die Versteuerung von in Schweizer Franken erzielten Einkommen einen Umrechnungskurs fest, z. B. 2007 in Höhe von 0,52135 Euro pro Franken. Der tatsächliche Kurs betrug zu jenem Zeitpunkt 0,64587. Die Differenz soll ähnlich wie der zusätzliche Freibetrag der ebenfalls im schweizerischen Wirtschaftsraum gelegenen deutschen Enklave Büsingen am Hochrhein den höheren Lebenshaltungskosten der Einwohner Rechnung tragen. Außerdem gilt für am Ort erzielte Einkommen bis 200.000 Franken ein pauschaler Abzug von 20 %. In der Praxis führt das dazu, dass selbst bei gehobenem Lebensstil effektiv nur vergleichsweise geringe Steuern fällig werden.
Aufgrund der hervorragenden Haushaltslage der Gemeinde bis 2010 verzichtet diese auf die kommunale Grundsteuer (imposta comunale immobiliare, ICI). Wohnungen in Campione sind nicht zuletzt aufgrund der bevorzugten Lage am See relativ teuer.
In Campione wurde ab 1. Januar 2020 eine Verbrauchssteuer eingeführt, welche der Schweizer Mehrwertsteuer entspricht. Anders als in der Schweiz, in der ein Normalsatz der Mehrwertsteuer von 7,7 % galt, wurde in Campione bis 2019 keine Mehrwertsteuer berechnet. Allerdings konnte die in der Schweiz gezahlte Mehrwertsteuer auf Waren nicht zurückgefordert werden, wenn diese nach Campione verbracht wurden. Umgekehrt musste auf Einkäufe in Campione beim Grenzübertritt in die Schweiz keine Mehrwertsteuer gezahlt werden. Die Bewohner von Campione können genau wie Schweizer die auf Wareneinkäufe in der Europäischen Union – beispielsweise im nahen Italien – gezahlte Mehrwertsteuer nach der Ausfuhr aus dem Zollgebiet der Europäischen Union zurückfordern.

## Sehenswürdigkeiten
- ehemalige Kirche San Zenone, erstmals erwähnt 756, erweitert im 14. Jahrhundert; heute kommunale Kunstgalerie[19][20]
- archäologische Funde unter San Zenone[21]
- Museo parrocchiale[22]
- neue Pfarrkirche San Zenone, erbaut 1966–1967, Architekt: Mario Salvadè; Taufbecken (1576)[19]
- Wallfahrtskirche Santa Maria dei Ghirli, mit Fresken des 13.–18. Jahrhunderts[19]
- Oratorium San Pietrom an der Piazza Roma, erstmals erwähnt 1148[19]
- Casinò di Campione, erbaut 2007, Architekt: Mario Botta[23]
- Einfamilienhaus von 1959 an der Via Fusina 4, Architekt: Dolf Schnebli[19]

## Kultur
- Galleria Civica San Zenone[24]
- Galerie Henze & Ketterer[25]
- Galleria Tonino[26]

## Sport
- Associazione Polisportiva Campionese[27]

## Bilder

Kirche Madonna dei Ghirli. Historisches Luftbild von Leo Wehrli (1900)
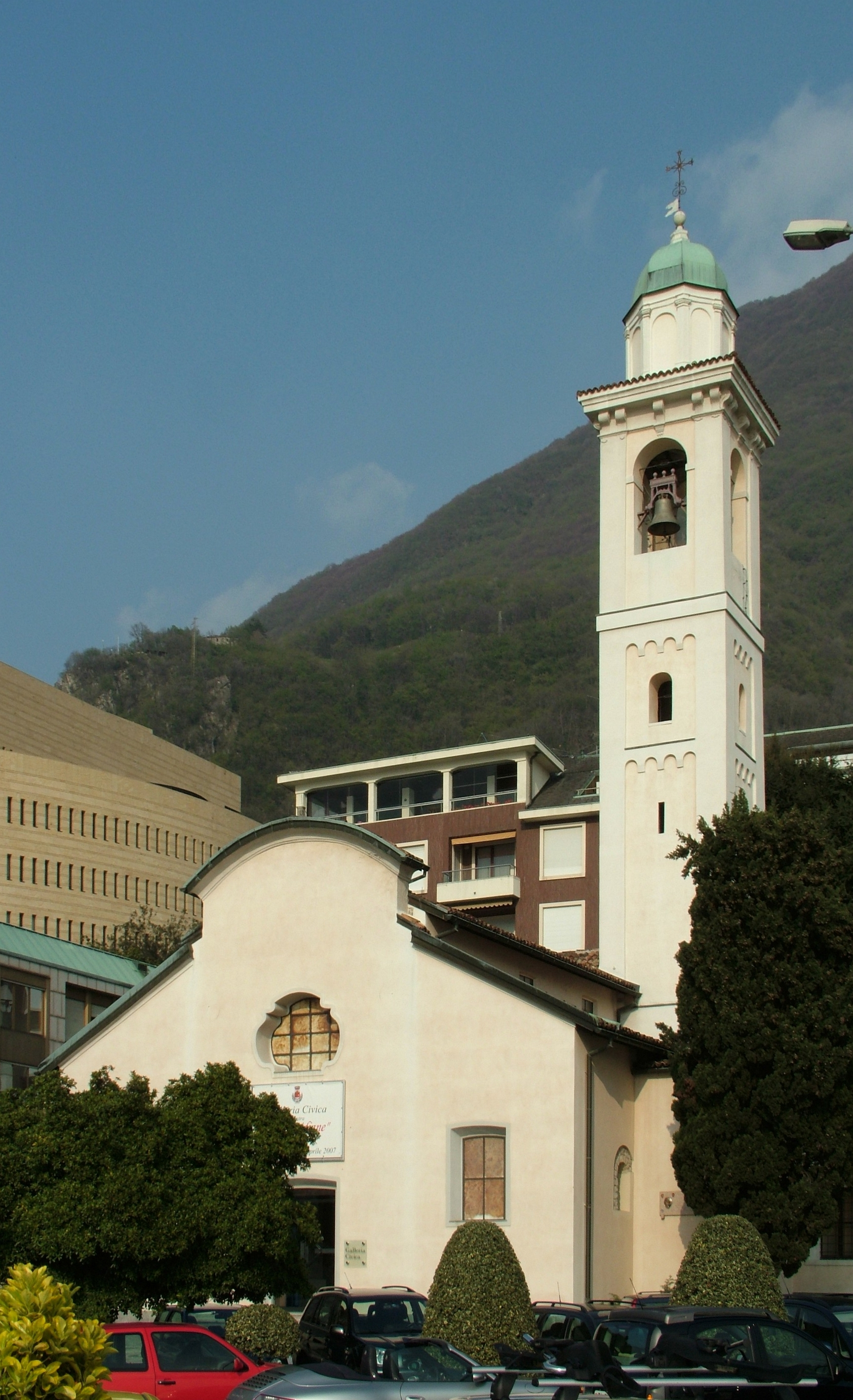
Ehemalige Pfarrkirche San Zenone, Kunstgalerie der Gemeinde
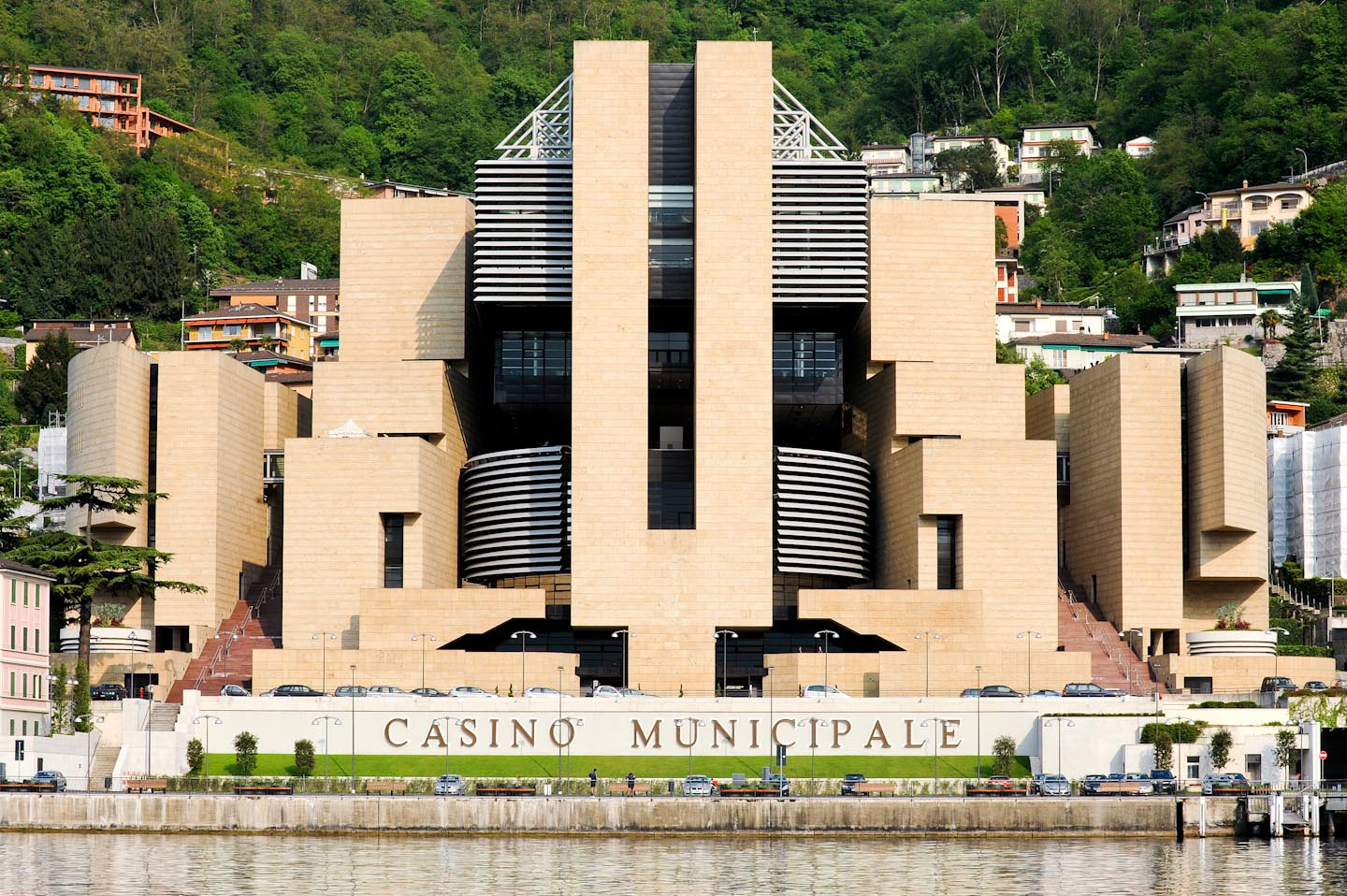
Spielbank Casinò di Campione
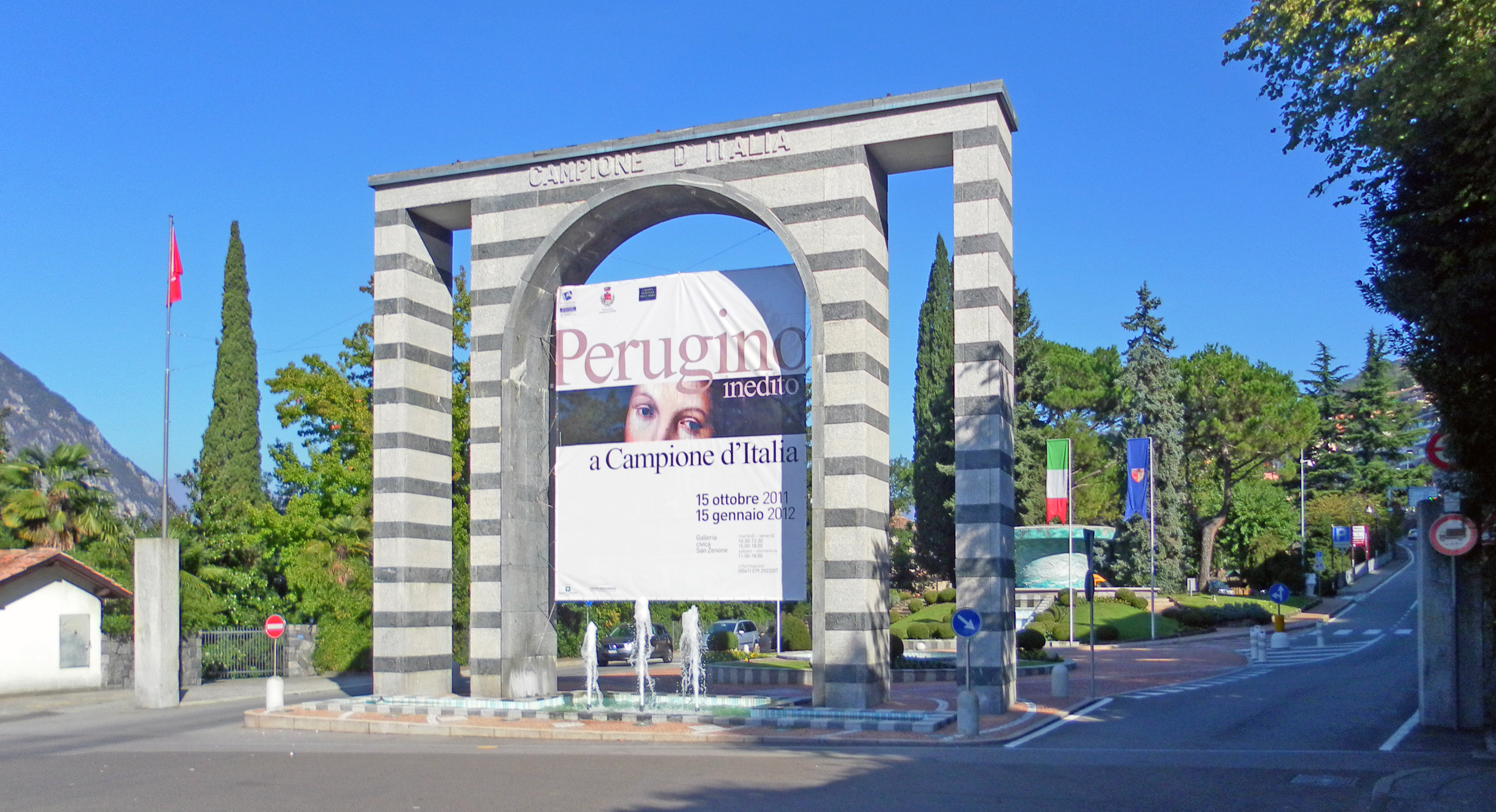
Piazza Indipendenza an der Grenze zur schweizerischen Gemeinde Bissone
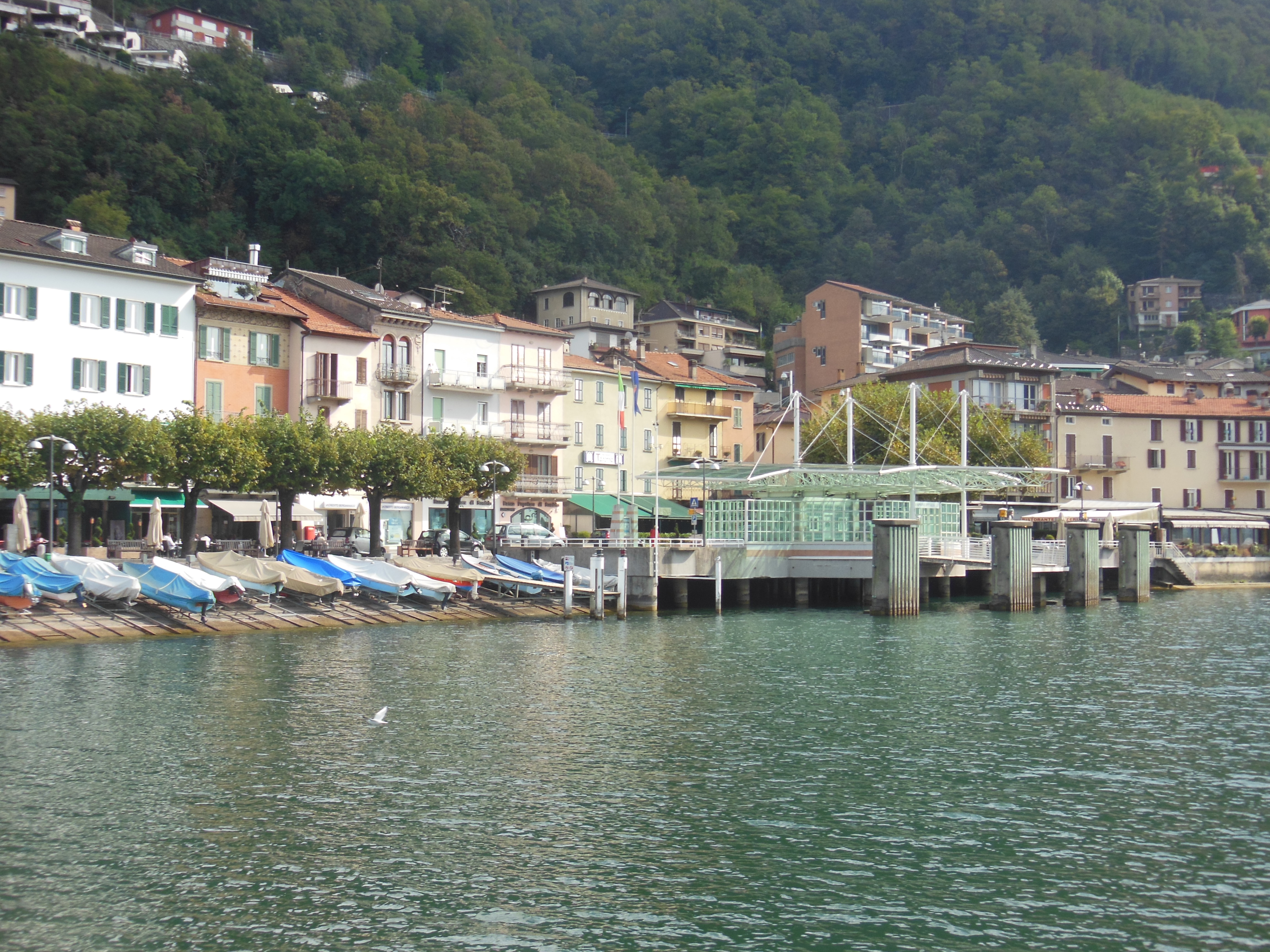
Uferpromenade und Schiffsanlegestelle
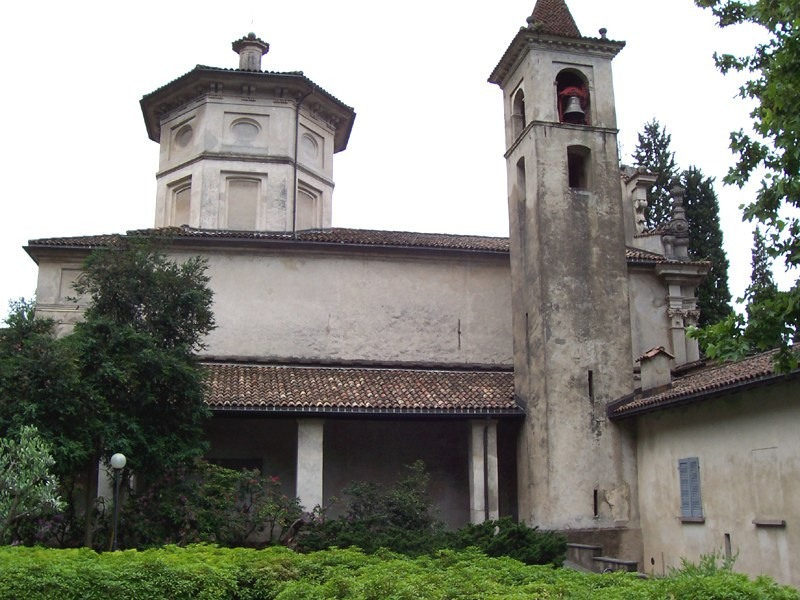
Wallfahrtskirche Madonna dei Ghirli